# Treppo Carnico
Treppo Carnico (furlanisch Trèp) war vor dem 1. Februar 2018 eine Gemeinde in der italienischen Region Friaul-Julisch Venetien in der Provinz Udine mit zuletzt 611 Einwohnern (Stand 31. Dezember 2016), seitdem ist sie Teil der neugegründeten Gemeinde Treppo Ligosullo.

## Geografie
Treppo Carnico liegt auf 671 m s.l.m. etwa 120 km nordwestlich von Triest und 50 km nordwestlich von Udine. Der Ort ist umgeben vom Paulro (2043 m) und Dimon (2043 m) im Norden und dem Tersadia (1959 m) im Süden. 

## Bevölkerungsentwicklung
| Jahr      | 1871 | 1881 | 1901 | 1911 | 1921 | 1931 | 1936 | 1951 | 1961 | 1971 | 1981 | 1991 | 2001 | 2006 |
| Einwohner | 1208 | 1428 | 1441 | 1591 | 1645 | 1234 | 1208 | 1409 | 1318 | 922  | 854  | 744  | 660  | 653  |